# Melanolophia carbonata
Melanolophia carbonata là một loài bướm đêm trong họ Geometridae.